# Tommy Hampson
Thomas (Tommy) Hampson (Clapham, 28 oktober 1907 – Stevenage, 4 september 1965) was een Britse atleet, die was gespecialiseerd in de middellange afstand. Hij werd olympisch kampioen op de 800 m en meervoudig Brits kampioen op de 880 yd.
Tijdens zijn studie aan de Universiteit van Oxford nam Hampson geen deel aan belangrijke wedstrijden. In 1930 was zijn studie afgerond en werd hij leraar. In hetzelfde jaar won hij bij de Britse kampioenschappen de 880 yd, hetgeen hij in 1931 en 1932 herhaalde. Ook nam hij in 1930 deel aan de eerste British Empire Games in Hamilton, waar hij goud won op de 880 yd voor de Engelsman Reg Thomas (zilver) en de Canadees Alex Wilson (brons). Dit maakte hem tot de favoriet op de komende Spelen.
Op de Olympische Spelen van 1932 in Los Angeles won Tommy Hampson als favoriet volgens verwachting de gouden medaille op de 800 m. In de nieuwe wereldrecordtijd van 1.49,8 versloeg hij de beide Canadezen Alex Wilson (zilver) en Phil Edwards (brons). Op de 4 x 400 m estafette won hij met zijn teamgenoten Crew Stoneley, David Burghley en Godfrey Rampling een zilveren medaille achter het Amerikaanse en voor het Canadese team.
In hetzelfde jaar trok Hampson zich uit de sport terug en werkte verder als leraar. Een paar jaar later werd hij trainer bij de Royal Air Force, een beroep dat hij tot de Tweede Wereldoorlog uitoefende.

## Titels
- Olympisch kampioen 800 m - 1932
- Brits kampioen 880 yd - 1930, 1931, 1932

## Persoonlijke records
- 440 yd – 50,2 s (1932)
- 800 m - 1.49,7 (1932)
- 1 Eng. mijl - 4.17,0 (1931)

## Palmares

### 800 m
- 1930:  Gemenebestspelen - 1.52,4
- 1932:  OS - 1.49,8

### 4 x 400 m
- 1932:  OS - 3.11,2